# Laódice (filha de Antíoco IV Epifânio)
Laódice foi uma filha do rei selêucida Antíoco IV Epifânio.
Quando Heráclides levou Alexandre Balas para Roma, no verão de 154 a.C., para reivindicar o trono selêucida para Alexandre, levou Laódice junto, por serem os dois filhos de Antíoco IV Epifânio, aliado e amigo de Roma. Eles voltaram para a Síria no ano seguinte (153 a.C.).
De acordo com James Ussher, ela foi assassinada por Amônio, ministro de Alexandre Balas, antes do ano 148 a.C..
Ela poderia ser idêntica a Laódice, esposa de Mitrídates V do Ponto; neste caso, ela seria a mãe de Mitrídates VI do Ponto, o grande rival de Roma.